# ハーバート・ハウエルズ
ハーバート・ノーマン・ハウエルズ（Herbert Norman Howells, CH CBE、1892年10月17日 - 1983年2月23日）は、イギリスの作曲家・オルガニスト・音楽教育家。

## 略歴
グロスターシャーのリドニーに生まれる。父親はアマチュアのオルガニストで、ハーバートは早くから音楽の才能を示していた。グロスター大聖堂のオルガン奏者ハーバート・ブルワーに学んだのち、王立音楽大学に入学。スタンフォードやチャールズ・ウッドに師事する。1917年には短期間ながら、ソールズベリー大聖堂でオルガニストの助手となる。20代と30代では、主に管弦楽と室内楽の曲を作った。1935年に息子のマイケルが死亡したことで新しい創作期に入り、次第に宗教音楽の作曲家と見なされるようになった。

## 主な作品
代表作は合唱と管弦楽のための『楽園の賛歌（Hymnus Paradisi）』である（この曲は彼の息子の死後作曲されたが、1950年まで演奏されなかった）。ハウエルズは、英国国教会の典礼のための曲をさまざまな聖歌隊のために書いている。中でも有名なものは、ケンブリッジ大学キングズ・カレッジ聖歌隊、セント・ポール大聖堂とグロスター大聖堂の聖歌隊のための作品である。

### 管弦楽

#### オーケストラ
- Ｂの組曲

#### 協奏曲／協奏作品
- ピアノ協奏曲（2曲）
- ヴァイオリンと管弦楽のための三つの舞曲
- チェロと管弦楽のための幻想曲

#### 弦楽合奏
- 弦楽合奏のための協奏曲
- 弦楽合奏のための組曲（第1番）

### 室内楽
- ピアノ四重奏曲
- ヴァイオリンソナタ（3曲）
- グロスターシャーにて（弦楽四重奏曲第3番）
- オーボエソナタ
- クラリネットソナタ

### 器楽

#### オルガン
- 詩篇前奏曲（2集6曲）
- 三つの狂詩曲 Op.17
- オルガンソナタ（第2番）
- 六つの小品
- 前奏曲「深き淵より」

#### ピアノ
- スナップショット
- サルムの組曲
- ランバートのクラヴィコード Op.41
- ハウエルズのクラヴィコード
- ソナチネ

### 声楽

#### 合唱と管弦楽
- 楽園の賛歌
- ミサ・サブリネンシス
- スターバト・マーテル

#### 宗教合唱
- ドリア旋法のミサ
- レクイエム
- マニフィカトとヌンク・ディミッティス

#### 独唱
- 四つのフランスの歌
- ダビデ王
- 孔雀のパイ
- デ・ラ・メアのための花束
- 緑の道で

## 文献
- Palmer, Christopher (1992). Herbert Howells: a centenary celebration. London: Thames. ISBN 0905210867
- Spicer, Paul (1998). Herbert Howells. Bridgend: Seren. ISBN 1-85411-233-3